# Швантезія
Швантезія (Schwantesia Dinter) — рід багаторічних високосукулентних рослин з родини їзових.

## Етимлогія
Рід був описаний ботаніком Куртом Дінтером в 1927 році та названий на честь німецького ботаніка, професора Густава Швантеза, який зробив великий внесок у систематику родини Аізоонових.

## Поширення
За різними класифікаціями існує від 10 до 20 видів цих рослин, які поширені від Намібії (на південний схід від Luderitz) на півночі до Бушменленда в Капській провінції ПАР по обох берегах нижньої течії річки Оранж.

## Морфологічні ознаки
Багаторічні високосукулентні рослини. Стебла дуже вкорочені, до 1 см у діаметрі, з віком утворюють дернини. Листки зібрані в розетку із 2 — 4 пар, розміщених навхрест. Листкові пластинки — м'ясисті, завдовжки 2,5 — 5 см, завширшки 0,5 — 1,7 см, блакитнувато-сірі або блакитнувато-зелені, в деяких видів — з червоними цятками чи плямами, гладенькі, іноді опушені. Верхня сторона листків — плоска, нижня — з кілем, верхівка загострена, заокруглена або тупа. Край листкової пластинки та кіль — суцільні або зубчасті, на сонці червоніють. Квітки — одиночні, завдовжки 1 — 2,5 см та 2,5 — 5,5 см у діаметрі, жовті, золотисто-жовті, рідше оранжеві.

## Охорона у природі
Schwantesia constanceae занесена до Червоного Списку Міжнародного Союзу Охорони Природи, де має статус «Уразливі види».

## Догляд та утримання
Світлолюбні рослини, розміщують їх на найсвітлішому місці. Взимку утримують сухо при температурі 10 — 12 °C. З квітня по жовтень, у період росту рослин, поливають помірно. Ґрунт: суміш листової землі та піску з додаванням комочків глини.
Розмножують насінням, стебловими живцями. Вирощування з насіння не викликає особливих ускладнень, перший рік сіянці нагадують сходи літопсів, ростуть повільно, на другий рік зростання прискорюється, утворюються справжні листи, на третій рік рослина може зацвісти.
Використовують для колекцій.